# Miles gloriosus
Miles gloriosus (Il soldato fanfarone, anche tradotto Il soldato millantatore o Il soldato spaccone) è una commedia di Plauto scritta tra la fine del III e l'inizio del II secolo a.C.
Il titolo è riferito al soldato Pirgopolinìce, un millantatore vanaglorioso, noto per le sue spropositate e infondate vanterie. Ma il soldato verrà punito dal solito servo furbo che, alleato con altri personaggi, permetterà alla ragazza, rapita dal soldato, di ricongiungersi con il suo padrone.
In realtà, quasi la metà dei versi escono dalla bocca del servo Palestrione, che è il vero protagonista della scena, con i suoi piani che gli fanno più volte meritare il titolo di architetto.
È la commedia più lunga di Plauto (1437 versi), quella più ricca di dialoghi a scapito delle parti cantate (solo il 5%) e una di quelle con il maggior numero di personaggi (quelli parlanti sono ben dodici).

## Personaggi
- Pirgopolinìce: è l'emblema del soldato fanfarone (il nome, un composto di tre parole, significa in greco "espugnatore di torri e città" da pyrgos, "torre", polis, "città", e nike, "vittoria"), una delle maschere della palliata. Esagerato nelle sue vanterie, sia in fatto di donne che di azioni guerresche o di parentele illustri, sembra vivere su un altro pianeta, tanto da non mettere mai in dubbio se stesso e ritenersi sempre nel giusto. In questa figura si assommano i caratteri dei futuri Capitan Fracassa e Don Giovanni.
- Artotrògo: è il parassita di Pirgopolinice (il nome significa "roditore di pane") e compare solo nel primo atto. La sua funzione, che si esaurisce subito, è quella di spalleggiare nelle sue vanterie Pirgopolinice, per ottenere del cibo. Le esagerazioni delle sue lodi sono pari soltanto alla sua fame, come si addice a questa maschera della commedia latina del III secolo. È molto furbo nel far credere a Pirgopolinice delle fandonie: aver affrontato e ucciso soldati e belve ed essere un guerriero invincibile. Dice poi che le donne lo cercano sempre e gli dicono in continuazione: "È Achille costui?" ed egli risponde "No, è suo fratello". In un altro momento della scena Pirgopolinice si dimostra negato nei calcoli aritmetici e Artotrogo li sbaglia apposta per farsi apprezzare dal soldato.
- Filocomasio: è la cortigiana divenuta preda del soldato e oggetto del tentativo di riconquista da parte dell'adulescens, è astuta e abile ingannatrice.
- Pleusicle: è il giovane che organizza l'inganno ai danni del soldato per riprendersi la sua ragazza. Il nome è basato sul verbo greco plein, "navigare": in effetti il giovane è costretto a navigare fino a Efeso per salvare l'amata.
- Palestrione: è il furbo servo di Pleusicle (ma anch'egli ora al servizio del soldato) che organizza come un regista i suoi collaboratori e inventa ingegnosi stratagemmi per liberare la ragazza.
- Periplectomeno: è il vecchio vicino di casa di Pirgopolinice che aiuta da scapolo generoso ed esperto di vita il giovane Pleusicle, figlio di un suo amico. Dimostra il suo buon senso e la sua umanità in una lunga digressione sulle sue virtù di amico, conviviale e cittadino.
- Acroteleuzio e Milfidippa: sono entrambe meretrici. La seconda, anche se subordinata alla prima, ricopre uno spazio maggiore, anche se in un ruolo di minore importanza per l'obiettivo finale. Donne, cioè, per la cultura classica, ingannatrici e subdole, delle maghe della recitazione, soprattutto quando tesa a far del male (come ammette la stessa Acroteleuzio). Pedine importanti, al pari di Filocomasio, nella scacchiera di Palestrione.
- Sceledro: è uno schiavo di Pirgopolinice. Il suo compito è tener sotto controllo Filocomasio ma, dopo dei dubbi iniziali, viene agevolmente gabbato da Palestrione.

Altri personaggi di contorno sono: Lucrione, uno schiavo di Pirgopolinice; uno schiavetto di Periplectomeno; il cuoco Carione e altri schiavi.

## Trama
Filocomasio, giovane cortigiana, e Pleusicle, cittadino ateniese, sono innamorati. Mentre Pleusicle è ambasciatore a Naupatto, arriva ad Atene Pirgopolinice che rapisce Filocomasio e la porta con sé ad Efeso. Sulle sue tracce si mette subito Palestrione, servo di Pleusicle, ma la sua nave viene arrembata dai pirati, che lo vendono proprio a Pirgopolinice. Lo schiavo riesce a far sapere al padrone dove si trova, così Pleusicle arriva ad Efeso e viene ospitato da Periplectomeno, un vecchio che era stato ospite ad Atene dal padre del ragazzo.

### I atto
Artotrogo loda, con ironia, Pirgopolinice, che è occupato a vantarsi di fatti mai accaduti, come aver ucciso un elefante con un colpetto sferrato grazie al suo pugno. Poi i due si dirigono al fòro per dare la paga ad alcuni mercenari assoldati da Pirgopolinice.

### II atto
Palestrione, vero protagonista della commedia, spiega come, dopo aver forato il muro divisorio tra la casa di Pirgopolinice e di Periplectomeno, è riuscito a far incontrare furtivamente i due innamorati. Periplectomeno esce imprecando da casa sua: un servo del soldato, rincorrendo una scimmia sul tetto, ha visto i due giovani che si baciavano. Palestrione illustra al vecchio il suo piano, affinché Pirgopolinice non scopra niente: bisogna far credere che a Efeso sia giunta la sorella gemella di Filocomasio con il suo innamorato, e che i due risiedano a casa del vecchio. Sceledro esce di casa giurando di aver visto Filocomasio baciarsi con un giovane. Palestrione dimostra allo schiavo che si tratta della sorella gemella della ragazza. Periplectomeno accusa Sceledro di aver accusato ingiustamente la sua ospite e lo minaccia di denunciarlo a Pirgopolinice: a quel punto Sceledro invoca il suo perdono e gli promette di non far parola di nulla al
suo padrone.

### III atto
Pleusicle si scusa con Periplectomeno per averlo costretto a prender parte all'inganno. Il vecchio viene lodato dal giovane e da Palestrione che ne espone le virtù, poi conferma come cosa nefasta prendere in moglie una donna dalla ricca dote. Palestrione comunica agli altri due uomini il suo piano, che necessita di due donne: la meretrice Acroteleuzio, che finga di essere la moglie di Periplectomeno ma di essere follemente innamorata di Pirgopolinice, e la sua serva Milfidippa, che dovrà fingere di consegnare un anello al soldato (tramite Palestrione) da parte della sua padrona. Il vecchio e il giovane se ne vanno. Palestrione incomincia a chiamare Sceledro, ma invece esce Lurcione dalla casa dicendo che Sceledro è occupato perché ubriaco. Quindi Palestrione accusa Lurcione di aver procurato da bere a Sceledro e minaccia di dire tutto al loro padrone. Alla fine Lurcione se ne va, mandato altrove da Filocomasio
cosicché lei potesse raggiungere Pleusicle nell'altra casa. Periplectomeno conduce da Palestrione Acroteleuzio e Milfidippa; lo schiavo verifica se il suo piano è stato compreso, le due meretrici si dimostrano all'altezza della situazione.

### IV atto
Arriva Pirgopolinice vantandosi del fatto accaduto, Palestrione gli annuncia dell'amore della moglie di Periplectomeno. Il soldato è entusiasta e chiede a Palestrione opinioni su cosa fare di Filocomasio; lo schiavo consiglia di mandarla via: approfittando del fatto che la vecchia madre, insieme alla sorella gemella, sono venute a chiedere di lei. Arriva Milfidippa che funge da ambasciatrice di Acroteleuzio, la donna e lo schiavo ingannano abilmente un Pirgopolinice smanioso e sicuro di sé. Pirgopolinice va a chiedere a Filocomasio di andarsene. Giungono le due meretrici in compagnia del giovane, Palestrione dà le ultime direttive, Pleusicle promette allo schiavo la libertà appena tornati ad Atene, poi se ne vanno. Pirgopolinice esce soddisfatto poiché la sua decisione è stata accolta da Filocomasio, la quale ha acconsentito di essere donata a Palestrione. Arrivano Acroteleuzio e Milfidippa, Pirgopolinice viene invitato a raggiungerla in seguito nella casa del vecchio. Dopo la scomparsa dalla scena delle due donne, arriva Pleusicle, vestito da capitano della nave che deve riportare Filocomasio ad Atene. Sia la ragazza che Palestrione fingono di non voler lasciare il soldato, che li invita alla ragionevolezza. Dalla casa di Periplectomeno esce uno schiavetto, finge di essere un ambasciatore di Acroteleuzio e lo invita a entrare nella casa del vecchio.

### V atto
Pirgopolinice viene portato fuori di peso dalla casa di Periplectomeno. Mentre lo bastonano, il vecchio, il cuoco Curione e altri schiavi minacciano di evirarlo. Poi lo lasciano libero facendogli promettere di non meditare rivalse. Arriva Sceledro che racconta al suo padrone di aver visto Filocomasio baciarsi con Pleusicle: il soldato mangia la foglia ormai troppo tardi.

## Tematiche
L'intreccio del Miles gloriosus si basa su due motivi fondamentali: l'intrigo amoroso, per il quale i due protagonisti maschili, Pirgopolinice e Pleusicle, sono impegnati a contendersi l'amore di Filocomasio, e la beffa ordita dal servo, grazie al quale il giovane Pleusicle rientrerà in possesso dell'amata. La presenza, accanto all'inganno principale, di una beffa "minore" ordita dallo schiavo Palestrione alle spalle dello schiavo Sceledro, e finalizzata a convincerlo del fatto che Filocomasio abbia una sorella gemella, inserisce nell'intreccio un altro tema caro a Plauto, quello dei simillimi o del doppio. Anche in questa commedia il personaggio dello schiavo svolge una funzione metateatrale: tocca a lui, infatti, architettare, organizzare e mettere in scena in qualità di "regista" una serie di ludificationes, cioè di beffe destinate ad essere rappresentate dagli altri personaggi, come accade a Filocomasio, chiamata a recitare il ruolo della propria gemella, o alla cortigiana Acroteleuzio, che assume invece il ruolo di moglie di Periplectomeno.

## Fonti e composizione
È lo stesso Plauto a citare esplicitamente nel prologo della commedia l'originale greco da lui utilizzato per la composizione del Miles gloriosus: si tratta di Alazón, ovvero "Lo spaccone", di cui però non è indicato il nome dell'autore. 
Oltre allo spunto dall'Alazón, come fa dire Plauto al servo furbo nel II atto, Plauto trae ispirazione anche dal Fantasma e dall'Adulatore, due opere del commediografo greco Menandro.
L'epoca della composizione del Miles gloriosus è stabilita in base all'allusione contenuta nel testo (Atto II Scena II 211-212) alla prigionia di Nevio: poiché questa avvenne nel 206, se ne deduce che la commedia possa risalire a quell'anno o al precedente. Il Miles sarebbe dunque una tra le più antiche commedie di Plauto, come conferma l'analisi stilometrica che rileva una estrema povertà di parti liriche rispetto a quelle recitate, in controtendenza rispetto all'evoluzione della drammaturgia plautina nel senso di uno spazio sempre maggiore attribuito ai cantica.

## La figura del soldato millantatore nel teatro
La figura plautina del Miles gloriosus trova un corrispondente nel personaggio di Trasone nell'Eunuco di Terenzio. Seguiranno, nella storia del teatro, personaggi simili, rappresentati come soldati o capitani smargiassi, millantatori . Si citano, ad esempio, Falstaff ne Le allegre comari di Windsor di William Shakespeare, Il pedante beffato nella omonima commedia seicentesca di Savinien Cyrano de Bergerac e il matamoros ("uccisore di Mori") nella commedia dell'arte spagnola.